# پرنگو (دهانه)
پرنگو یک دهانه برخوردی در ماه‌ است.

## دهانه‌های اقماری
این دهانه ۳ دهانه اقماری دارد.
| Parenago | عرض جغرافیایی | طول جغرافیایی | قطر          |
| -------- | ------------- | ------------- | ------------ |
| Z        | ۲۸.۹° N       | ۱۰۹.۰° W      | ۱۸.۰ کیلومتر |
| T        | ۲۶.۰° N       | ۱۱۰.۷° W      | ۱۸.۰ کیلومتر |
| W        | ۲۷.۸° N       | ۱۰۹.۷° W      | ۴۹.۰ کیلومتر |